# Недзьвяди (Яроцинський повіт)
Недзьвяди (пол. Niedźwiady) — село в Польщі, у гміні Ярачево Яроцинського повіту Великопольського воєводства.
Населення — 86 осіб (2011).
У 1975-1998 роках село належало до Каліського воєводства.

## Демографія
Демографічна структура станом на 31 березня 2011 року:
|          | Загалом | Допрацездатний вік | Працездатний вік | Постпрацездатний вік |
| -------- | ------- | ------------------ | ---------------- | -------------------- |
| Чоловіки | 39      | 7                  | 26               | 6                    |
| Жінки    | 47      | 13                 | 25               | 9                    |
| Разом    | 86      | 20                 | 51               | 15                   |